# Дубровинський
Дубро́винський (рос. Дубровинский) — селище у складі Упоровського району Тюменської області, Росія.
Населення — 160 осіб (2010, 160 у 2002).
Національний склад станом на 2002 рік:
- росіяни — 75 %